# Crispalt
Crispalt – szczyt w Alp Glarneńskich, części Alp Zachodnich. Leży w Szwajcarii, w kantonie Gryzonia. Należy do podgrupy Alp Glarneńskich właściwych. Szczyt można zdobyć ze schroniska Etzlihütte (2052 m) lub Treschhütte (1475 m).